# San Francisco (película de 1936)
San Francisco es un musical dramático estadounidense de 1936, dirigido por W. S. Van Dyke y basado en el terremoto de San Francisco del 18 de abril de 1906. La película está protagonizada por Clark Gable, Jeanette MacDonald y Spencer Tracy.
La película fue nominada a seis categorías en los Premios Oscar, incluyendo Mejor Producción Sobresaliente (hoy mejor película), Mejor Actor para Spencer Tracy y fue ganadora en la categoría de Mejor Sonido para Douglas Shearer.

## Sinopsis
La cantante de ópera Mary Blake huye de la miseria y busca cobijo en Blackie Norton, un empresario de San Francisco que le proporciona trabajo. Inevitablemente, surge una estrecha relación entre ambos que es desaprobada por el sacerdote Mullin. Mientras tanto, nos aproximamos a la fatídica fecha del 18 de abril de 1906, cuando un terremoto arrasó la ciudad y provocó más de 3.000 muertos.

## Reparto
- Clark Gable como Blackie Norton

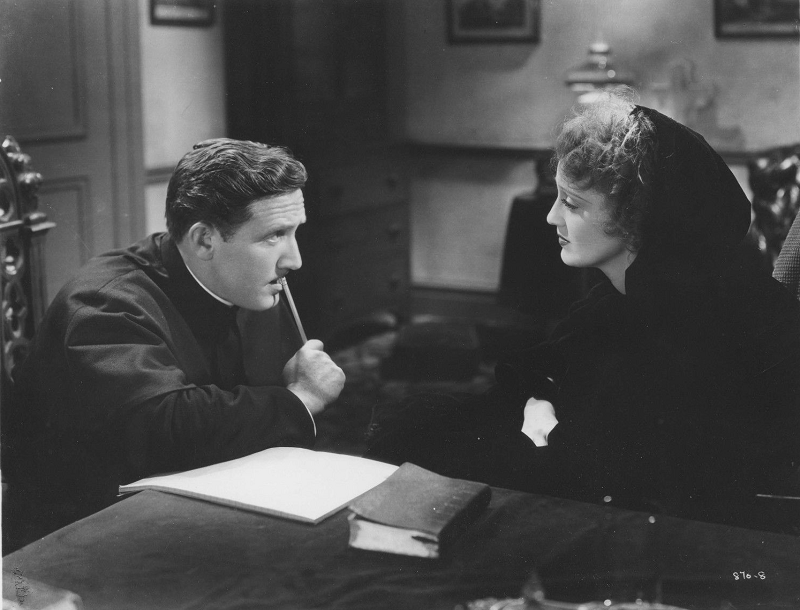
Spencer Tracy y Jeanette MacDonaldben una escena de la película

- Jeanette MacDonald como Mary Blake
- Spencer Tracy como el Padre Tim Mullin
- Jack Holt como Jack Burley
- Jessie Ralph como Mrs. Burley
- Ted Healy como Mat
- Shirley Ross como Trixie
- Margaret Irving como Della Bailey
- Harold Huber como Babe
- Edgar Kennedy como el Sheriff
- Al Shean como el profesor
- William Ricciardi como Signor Baldini
- Kenneth Harlan como Chick
- Roger Imhof como Alaska
- Charles Judels como Tony (acreditado como Charles Judells)

## Recepción
Frank Nugent, escribiendo en The New York Times, describió a San Francisco como "pródigamente generosa y completamente satisfactoria", sus secuencias musicales "entretejidas con gracia en el guión" y su terremoto "un espectáculo demoledor, una de las grandes ilusiones cinematográficas; un desastre monstruoso, espantoso y emocionante".